# Breviea sericea
Breviea es un género monotípico de plantas con flores  perteneciente a la familia de las sapotáceas.  Su única especie: Breviea sericea Aubrév. & Pellegr., Bull. Soc. Bot. France 81: 793 (1934 publ. 1935), es originaria de Costa de Marfil a Zaire, distribuyéndose también por Ghana y Camerún.

## Sinonimia
- Chrysophyllum sericeum A.Chev., Bull. Soc. Bot. France 61(8): 269 (1914 publ. 1917), nom. illeg.
- Pouteria leptosperma Baehni, Candollea 9: 388 (1942).
- Chrysophyllum leptospermum (Baehni) Roberty, Bull. Inst. Franç. Afrique Noire 15: 1417 (1953).
- Breviea leptosperma (Baehni) Heine, Kew Bull. 14: 302 (1960).[1]